# Nelson Viegas
Nelson Sarmento Viegas (* 24. Dezember 1999 in Aileu, Osttimor), auch in der Schreibweise Nelson Viegas oder kurz Avigmas bekannt, ist ein osttimoresischer Fußballspieler auf der Position eines Verteidigers. Er ist aktuell für den Greenvale United SC in Australien sowie die heimische A-Nationalmannschaft aktiv.

## Karriere

### Verein
Viegas begann seine Profikarriere im Jahr 2015 im unterklassigen osttimoresischen Verein Teouma Academy. 2016 wechselte er in die Erstklassige Liga Futebol Amadora Primeira Divisão zum Hauptstadtklub Karketu Dili. Hier wurde er in seiner Debütsaison osttimoresischer Vizemeister.
Nach nur einer Saison verließ er den Verein wieder und schloss sich dem Ligakonkurrenten Boavista FC an, der damals noch unter dem alten Namen Carsae FC spielte. Hier wurde er im ersten Jahr Dritter in der osttimoresischen Meisterschaft. Im Finale des Taça 12 de Novembro musste er sich mit seinen Team, dem damaligen Zweitligisten Atlético Ultramar, 4:7 geschlagen geben. Ein Jahr später feierte er mit dem Double aus Meisterschaft und Supercup seine ersten Vereinstitel. In der Saison 2019 wurde er zum zweiten Mal in seiner Karriere osttimoresischer Vizemeister. Ein Jahr später gelang ihm kein Titel. In der Meisterschaft belegte das Team den dritten Platz und schied im Pokalhalbfinale, gegen den späteren Sieger Lalenok United im Elfmeterschießen aus. Doch nach seinem erneuten Wechsel zu Karketu Dili konnte er dort 2021 wieder die nationale Meisterschaft gewinnen. Seit Anfang 2022 spielt Viegas nun für den australischen Achtligisten Greenvale United SC, einem Vorortklub von Melbourne.

### Nationalmannschaft
Sein Debüt für die A-Nationalmannschaft gab Viegas am 29. Mai 2016 im Freundschaftsspiel gegen die Auswahl von Kambodscha. Er nahm an mehreren Qualifikationsspielen zur Fußball-Weltmeisterschaft (2022) und Südostasienmeisterschaft (2016, 2018, 2021, 2024) teil, konnte jedoch keine nennenswerten Erfolge erzielen. In der Qualifikation zur Asienmeisterschaft 2019 scheiterte er mit der Mannschaft in den Playoffs gegen die Auswahl von Malaysia mit 6:0 nach Hin- und Rückspiel. Auch die zweite Runde der Playoffs gegen die Mannschaft aus Taiwan verlor er mit dem Gesamtergebnis von 2:4. Das bisher einzige Länderspieltor seiner Karriere erzielte er am 21. Oktober 2016 im Spiel gegen Kambodscha (2:3), wo er in der 36. Minute zum zwischenzeitlichen 2:2 traf.

## Erfolge
- Osttimoresischer Meister: 2018, 2021
- Osttimoresischer Superpokalsieger: 2018